# 北投區
25°07′57″N 121°30′05″E / 25.132419°N 121.501379°E
北投區，前身為「北投鎮」，位於臺灣臺北市西北郊，東側以磺溪上接中山樓右側山脊至馬槽橋沿山溝、南側以磺溪與士林區相望，北側鄰新北市三芝區與金山區，西側與新北市淡水區為鄰。全境面積為56.8216平方公里，是臺北市面積第二大的行政區。
北投區自然資源豐富，並有台灣唯一的活火山大屯山，17世紀初西班牙文獻即有北投社域有硫磺的記載，除了盛產採礦外，其後也成為臺灣溫泉史的發源地，尤其受到日人看重，1896年由日本大阪商人平田源吾在此設立臺灣第一家温泉旅館「天狗庵」，此後發展為觀光區，台灣著名的北投溫泉即位於該區，其他著名的自然觀光景點包括關渡風景區和陽明山國家公園。區內尚有臺北榮總、北護大、馬偕專校以及數所醫療中心，醫療資源豐富，也使開發中的北投士林科技園區將以生技長照醫藥產業為主軸。2010年臺北市政府舉辦花卉博覽會而制定區花，北投區定櫻花為其區花，臺北市政府民政局也特別製作區花版門牌。

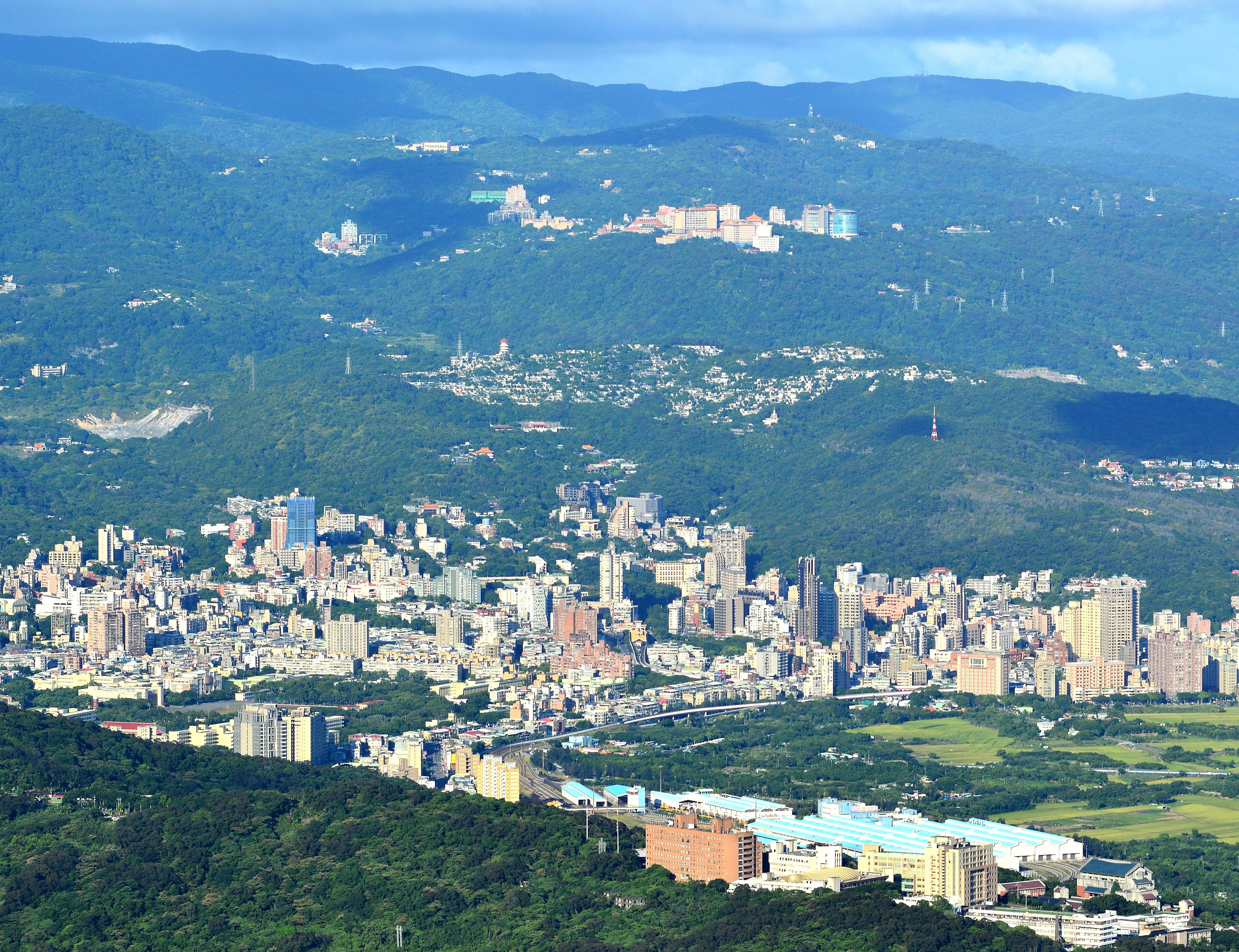
北投區鳥瞰

## 歷史
北投區是全臺灣面積第十二大的區。北投區的地名依伊能嘉矩的記載是因為早期巴賽族認為地熱谷是女巫施法才會冒煙，以巴賽語裡的女巫「pataw（巴島）」稱之。因與北投的臺語發音相像，故命名為「北投」。
- 昔日為巴賽族北投社（意為「巫女」）之地，17世紀初西班牙文獻記載為、，是約有八、九村社組成的大社，該地硫磺谷產有大量的硫磺，在西班牙人來到之前，社人即有開採硫礦交易，故較為富有，耶士基佛（Jacinto Esquivel）神父前往宣教與學習當地語言。1641年荷蘭人攻打雞籠並與淡水居民締和，1642年攻下雞籠，淡水地區的北投社等社群代表前往雞籠締和，荷蘭文獻記載此地為等拼寫。[6]:69,74-77
- 1697年郁永河來北投開採硫磺，紀錄於《裨海紀遊》一書中。
- 18世紀康熙中葉後，漸有漢人屯墾當地。
- 1875年北投隸屬於淡水縣芝蘭二堡。
- 1911年松本龜太郎設立「北投陶器所」，生產「北投燒」。
- 1920年臺灣地方改制，實行街庄制，北投隸台北州七星郡，設「北投」。
- 1923年臺灣總督府為迎接皇太子裕仁，臺北廳廳長井村大吉興建北投溫泉公共浴場，同時整建成北投公園。
- 1940年6月17日，北投庄升格為「北投街」。
- 1946年臺北縣政府成立，隸屬臺北縣七星區北投鎮，1947年七星區併入淡水區，改隸臺北縣淡水區北投鎮
- 1949年時劃歸草山管理局北投鎮，行政區仍屬於臺北縣[7]。
- 1952年七虎籃球隊興建「七虎籃球場」，為當時台灣首座大型規模的夜間球場。
- 1967年7月1日臺北市升格院轄市時未併入。直到1968年7月1日隨臨近之景美鎮、南港鎮、木柵鄉、內湖鄉、暨同屬陽明山管理局之士林鎮等鄉鎮劃入臺北市，成為北投區。
- 1988年7月16日臺鐵淡水線因改建捷運停駛。
- 1997年臺北捷運淡水線及新北投支線通車，其中唭哩岸站站名譯音自凱達格蘭族語之。
- 2006年北投空中纜車動工，原預計2007年7月通車，但開工後因為爆發弊案及一些開發爭議，也受到當地居民反對。目前確定停建，臺北市政府與廠商協調中。
- 2017年新北投老車站日式建築重返北投，於七星公園內重組。
- 2017年「北投七虎球場」登錄為為臺北市歷史建築。
- 2018年北投22號公園正式更名為「北投社三層崎公園」。
- 2021年北投區社福新地標「奇岩長青樂活大樓」正式啟用，樹立慢老新典範。
- 2021年由北投區公所首度辦理「台灣籃球溯源 北投風華再現」展覽暨論壇會，開啟七虎球場再生工程。

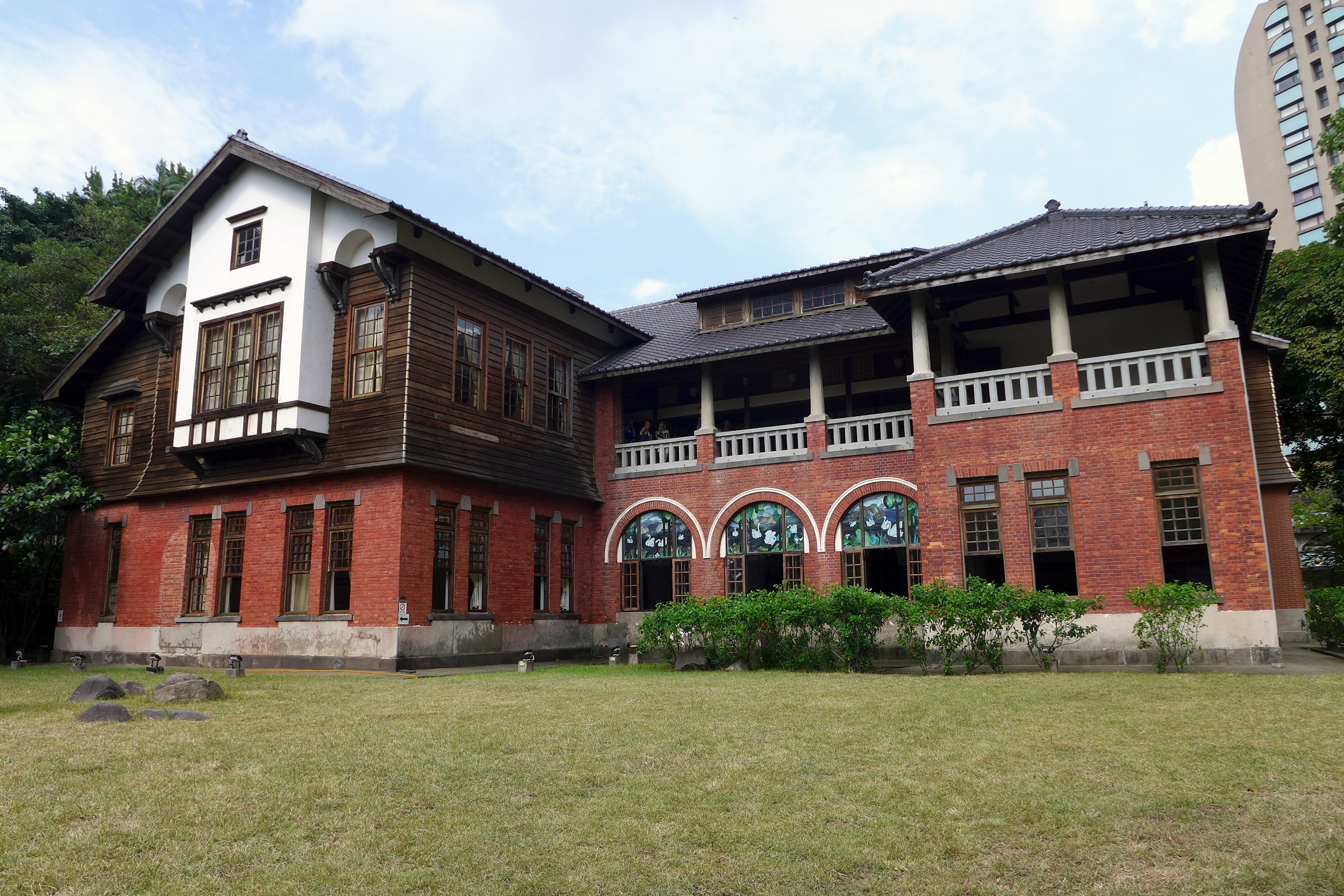
北投溫泉浴場（現為北投溫泉博物館）

- 2021年「奇岩新社區社宅」完工。
- 2021年北投市場改建-中繼市場動工。

## 人口
根據臺北市北投區戶政事務所及內政部戶政司統計，2024年底北投區戶數約10萬戶，人口約24.1萬人，人口密度每平方公里約4,235人，是臺北市人口密度最低的行政區。區內人口最多與最少的里分別是奇岩里與湖田里，2024年底兩里人口分別為11,205人與858人，其中奇岩里也是臺北市人口第二大里。

## 政治

### 區政組織

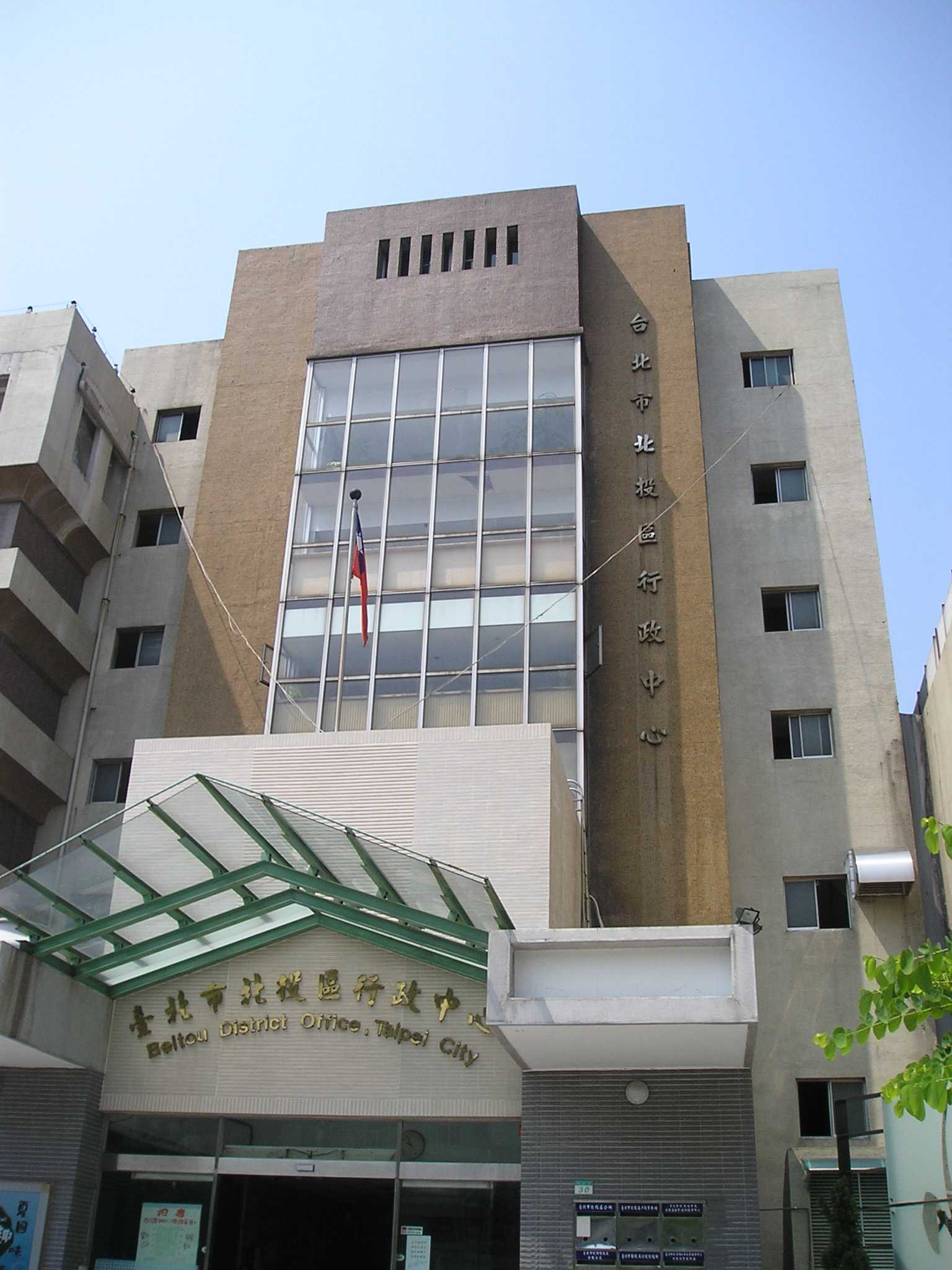
北投區行政中心

北投區公所是臺北市政府在北投區的派出機關，在中華民國政府架構中為市政府綜理區政的執行機關，上級業務監督機關為臺北市政府。区长由市長任命，其任期為無任期保障。在區長、副區長及主任秘書之下，設有5課4室等9個內部單位。

### 歷任首長
北投鎮鎮長
| 屆     | 上任      |    | 卸任       | 鎮長   | 備註             |
| 第一任 | 1946年1月 | ～ | 1946年4月  | 周碧   | 官派             |
| 第二任 | 1947年1月 | ～ | 1947年3月  | 鄭如松 | 鎮民代表間接選舉 |
| 第三任 | 1947年3月 | ～ | 1948年4月  | 陳振榮 | 鎮民代表間接選舉 |
| 第四任 | 1948年4月 | ～ | 1948年12月 | 吳著錄 | 民選             |
| 第五任 | 1949年1月 | ～ | 1951年6月  | 廖樹   | 民選             |
| 第六任 | 1951年7月 | ～ | 1953年6月  | 廖樹   | 民選             |
| 第七任 | 1953年7月 | ～ | 1956年6月  | 廖樹   | 民選             |
| 第八任 | 1956年7月 | ～ | 1960年1月  | 廖樹   | 民選             |
| 第九任 | 1960年1月 | ～ | 1964年2月  | 李德財 | 民選             |
| 第十任 | 1964年3月 | ～ | 1968年6月  | 李德財 | 民選             |

北投區區長
| 屆       | 上任      |    | 卸任      | 區長   | 備註 |
| 第一任   | 1968.7月  | ～ | 1977.7月  | 張道炎 | 官派 |
| 第二任   | 1977.7月  | ～ | 1982.8月  | 許培聰 | 官派 |
| 第三任   | 1982.8月  | ～ | 1990.3月  | 林錫可 | 官派 |
| 第四任   | 1990.3月  | ～ | 1993.9月  | 葉良增 | 官派 |
| 第五任   | 1993.9月  | ～ | 1996.2月  | 盤治郎 | 官派 |
| 第六任   | 1996.2月  | ～ | 1998.2月  | 楊勝雄 | 官派 |
| 第七任   | 1998.2月  | ～ | 1999.3月  | 陳壽寶 | 官派 |
| 第八任   | 1999.3月  | ～ | 2000.7月  | 劉錦興 | 官派 |
| 第九任   | 2000.7月  | ～ | 2007.10月 | 張義芳 | 官派 |
| 第十任   | 2007.10月 | ～ | 2016.4月  | 李美麗 | 官派 |
| 第十一任 | 2016.4月  | ～ | 2020.6月  | 陳銘國 | 官派 |
| 第十二任 | 2020.6月  | ～ | 2020.8月  | 陳奕源 | 官派 |
| 第十三任 | 2020.9月  | ～ | 2023.1月  | 保雲   | 官派 |
| 第十四任 | 2023.2月  | ～ | 現任      | 吳重信 | 官派 |

### 行政區

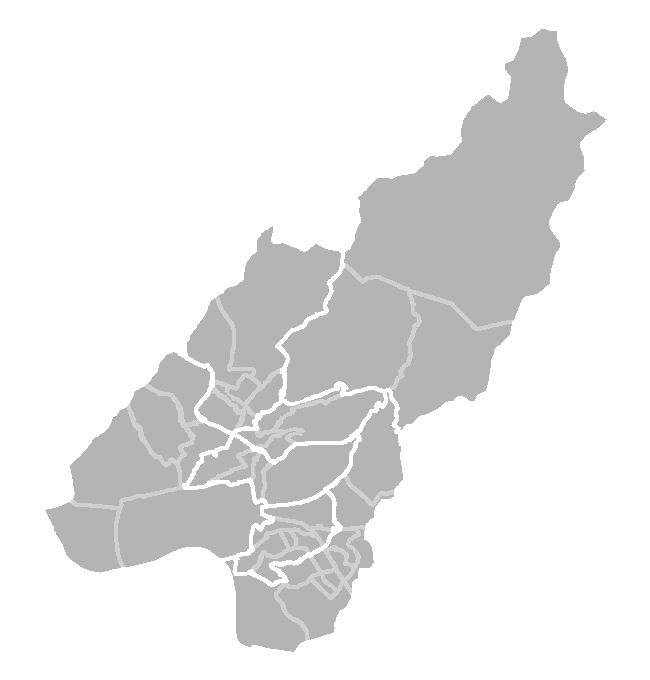
臺北市北投區次分區位置圖：關渡次分區（左）、大屯次分區（中上）、陽明山次分區（右上）、新北投次分區（正中）、舊北投次分區（中下）、唭哩岸次分區（右下二）、石牌次分區（右下一）。

行政區劃沿革
| 起訖年份   | 行政區                                            |
| 1901～1920 | 臺北廳士林支廳北投區                              |
| 1920～1940 | 臺北州七星郡北投                                  |
| 1940～1945 | 臺北州七星郡北投街                                |
| 1945～1947 | 臺北縣七星區北投鎮                                |
| 1947～1949 | 臺北縣淡水區北投鎮                                |
| 1949～1950 | 草山管理局北投鎮（管轄區） 臺北縣北投鎮（行政區） |
| 1950～1968 | 陽明山管理局北投鎮 臺北縣北投鎮（行政區）         |
| 1968～1974 | 臺北市陽明山管理局北投區                          |
| 1974～     | 臺北市北投區                                      |

各里區劃
北投區共轄42個里，其行政區域分布情形為：
| 次分區   | 里名   | 里名   | 里名   | 里名   | 里名   | 里名   | 里名   | 里名   | 里名   | 里名   | 里名   |
| -------- | ------ | ------ | ------ | ------ | ------ | ------ | ------ | ------ | ------ | ------ | ------ |
| 關渡區   | 八仙里 | 豐年   | 稻香里 | 桃源里 | 一德里 | 關渡里 |        |        |        |        |        |
| 大屯區   | 中庸里 | 開明里 | 中和里 | 大屯   | 智仁里 | 秀山里 | 文化里 |        |        |        |        |
| 陽明山區 | 泉源里 | 湖山里 | 湖田   |        |        |        |        |        |        |        |        |
| 新北投區 | 長安里 | 溫泉里 | 林泉里 | 中心   |        |        |        |        |        |        |        |
| 舊北投區 | 奇岩里 | 清江里 | 中央里 | 大同里 |        |        |        |        |        |        |        |
| 唭哩岸區 | 永明里 | 東華里 | 吉利里 | 吉慶里 | 尊賢里 | 立賢里 | 立農里 |        |        |        |        |
| 石牌區   | 建民里 | 文林里 | 石牌里 | 福興里 | 榮光里 | 榮華里 | 裕民里 | 振華里 | 永和里 | 永欣里 | 洲美里 |

### 政府、民間機構與設施
- 北投垃圾焚化廠-又稱「北投焚化爐」，位於北投區洲美街，由臺北市政府環境保護局管理，主要負責垃圾收受及處理、燃燒空氣、底渣、飛灰、廢金屬、蒸汽、凝結水、廢氣處理、廢水流程等等工作。廠內並附設「旋轉餐廳」（摘星樓-星月360度旋轉景觀餐廳，位於廠內120公尺高處），為全球首座煙囪上之觀景旋轉餐廳，提供民眾用餐與觀看360度窗外美景的地方。
- 洲美運動公園北投焚化廠游泳館
- 北投區農會
- 臺北市北投區公所
- 臺北市立浩然敬老院 (改建中，預計2028年完工，住民暫移至台北市信義區廣慈博愛園區的中繼空間)
- 北投士林科技園區
- 交通部中央氣象署竹子湖氣象站、鞍部氣象站
- 財政部臺北國稅局北投稽徵所
- 內政部警政署保安警察第一總隊總隊部
- 台灣電力公司北投服務所
- 台北捷運北投會館
- 北投機廠
- 臺北市北投運動中心
- 北士羽球館
- YMCA唭哩岸會館
- 台北市溫泉發展協會
- 台北市紗帽山溫泉發展協會
- 台北市北投石牌商城商圈促進會
- 財團法人台灣肯納自閉症基金會
- 台灣導盲犬協會
- 丹鳳山電視轉播塔
- 臺北市教師研習中心
- 北投郵政訓練所
- 衛生福利部國家中醫藥研究所
- 百齡抽水站 (規劃中，預計2027年完工)

## 知名企業
- 華碩電腦：總部設立於北投區立德路15號
- 和碩聯合科技：總部設立於北投區立功街96號

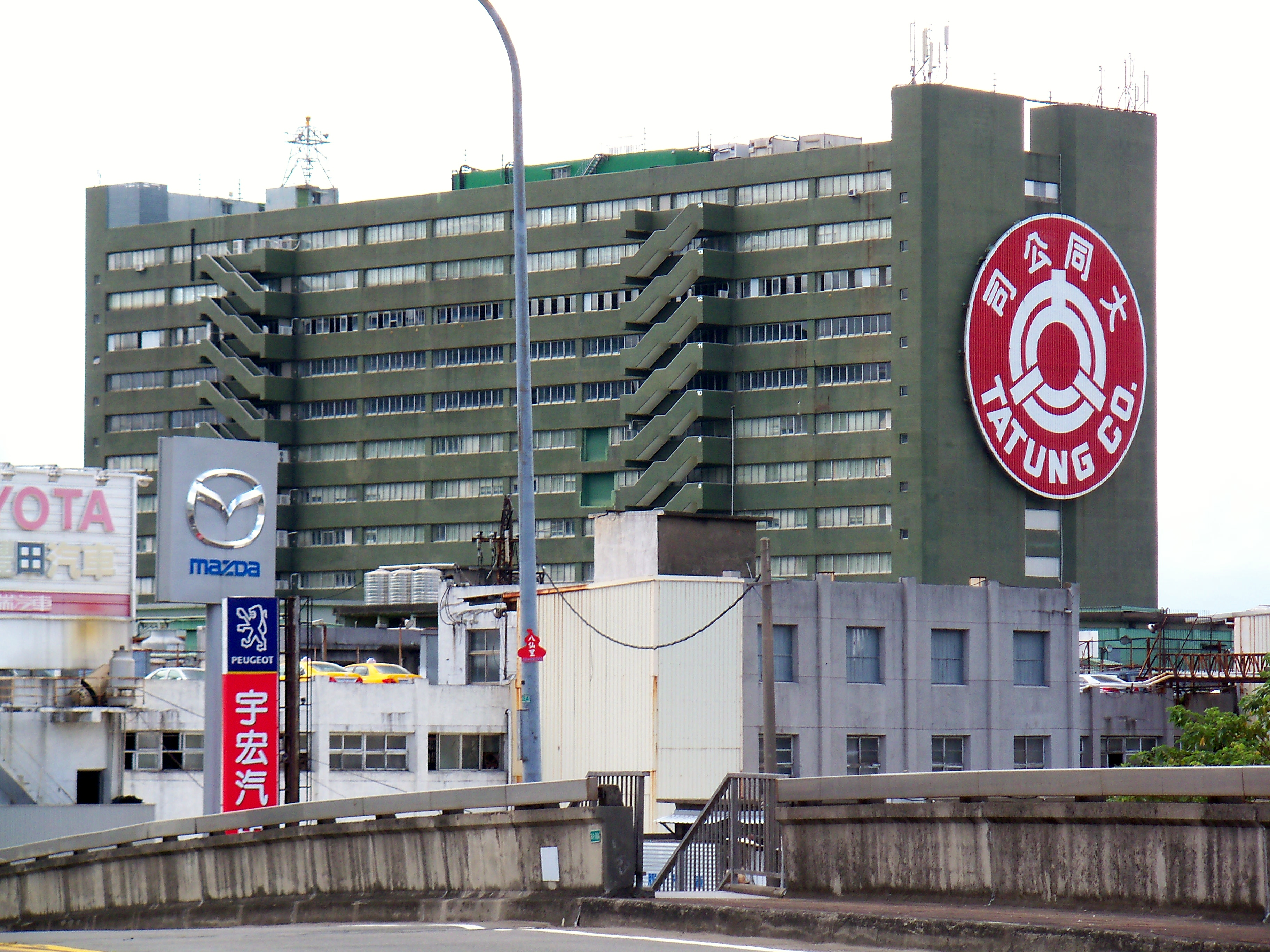
原大同公司北投廠大樓

- 華擎科技：總部設立於北投區中央南路二段37號
- 大愛電視：總部設立於北投區立德路2號
- 原大同公司北投廠：位於北投區承德路七段，為北投區重要地標，已售予富邦人壽。
- 台灣森永製菓：總部設立於北投區中央南路二段
- 一之鄉蜂蜜蛋糕：總公司設立於北投區北投路一段
- 原動力文化發展事業有限公司：位於北投區明德路，以宗教心靈音樂為主的唱片公司。（如知名的伊藤佳代宗教心靈系列音樂）

## 宗教信仰與慶典活動
- 關渡宮：為北臺灣歷史最悠久、香火最鼎盛的媽祖廟。每年都會舉辦元宵節燈會。
- 北投行天宮：主祀關聖帝君，即臺北行天宮的分廟。位在臺北市北投區中央北路4段18巷50號的關帝廟，提供收驚服務。
- 唭哩岸慈生宮：位於臺北市北投區立農街一段321號，主祀神農大帝。
- 照明淨寺：求桃花姻緣知名的北投情人廟
- 法鼓山北投分院、中華佛教文化館、農禪寺、雲來寺：台灣佛教四大山頭之一
- 佛教慈濟基金會、大愛電視：台灣佛教四大山頭之一
- 石牌福星宮、北投福慶宮、嘎嘮別桃源福德宮：合稱北投區三大福德正神廟
- 北投石牌福星宮：每年農立3月媽祖繞境由北投關渡宮至石牌福星宮。
- 北投慈宮：舊北投地區（北投庄）年代最久的媽祖廟，其媽祖稱為「北投媽」，建於1918年。
- 番仔厝保德宮：為凱達格蘭族北投社的漢化信仰場所。
- 北投集應廟：位於臺北市北投區稻香路134號，為分靈自木柵集應廟的保儀尊王廟。
- 山腳廣福宮：成立於1834年，日治時期正式由當地保正凌炳煌與保內許厝、瓦厝內、田仔墘三部落仕紳鳩資建廟，主祀福德正神。
- 王家廟北投鎮安宮：主祀蘇池李府千歲。
- 洲美屈原宮：北投區洲美里的水仙尊王廟，以屈原為主祀。
- 洲美三王宮：主祀古公三王，位於北投區福美路，為當地重要的信仰中心。
- 北投代天府：主祀伍府千歲，位於台北市豐年路。祭典在農曆的六月十五，是北投當地的一大宗教盛事。
- 北投福安宮：興建於1877年，主祀福德正神，位於台北市北投區公館路。
- 陽明山五福宮：興建於1835年，主祀福德正神，位於台北市北投區行義路。
- 明山宮：興建於1981年，主祀五年千歲，位於台北市北投區行義路，台北聯營公車508路線站牌之一(有兩站，分別為「明山宮」與「明山宮一」站)。
- 北投無極御令鴻天宮：主祀鴻鈞老祖，位於台北市北投區行義路。
- 上清宮：主祀鴻鈞老祖，興建於1955年，位於台北市北投區復興三路。
- 祖師禪林：由道教廟宇「宮玄觀」修繕為一所專修祖師禪法的道場，興建於1983，位於台北市北投區復興三路。
- 法雨寺：興建於1905年，供奉本师釋迦牟尼佛，位於台北市北投區登山路。
- 安國寺：興建於1935年，大殿中主要供奉的是千手千眼觀世音菩薩，於1991年交託佛光山接管，位於台北市北投區復興三路。
- 北投石牌吉慶社區「聖誕巷」：每年聖誕節會舉辦大型慶祝活動
- 北投石牌福興「聖誕公園」：每年聖誕節會舉辦大型慶祝活動
- 陽明山竹子湖海芋季
- 陽明山竹子湖繡球花季
- 台北溫泉季 (北投溫泉季)
- 2022三層崎花海
- 2022北投女巫魔法節
- 2022北投湖山里「茭白筍季」（10月中旬舉辦）
- 關渡花海
- 北投奇岩向日葵（秋）/蜀葵（春）花海
- 2023北投夏日魔法節
- 2024北投夏日魔法節
- 2024北投納涼祭
- 2024北投割稻趣

## 教育機構

### 大專院校
- 國立陽明交通大學陽明校區
- 國立臺北藝術大學
- 國立臺北護理健康大學（校本部）
- 臺北城市科技大學
- 馬偕醫護管理專科學校
- 國防大學（政治作戰學院、管理學院）

### 高級中等學校
- 臺北市立中正高級中學（原為臺北市立士林高中）
- 臺北市立復興高級中學
- 臺北市私立薇閣高級中學 （前身為珠海商職）
- 臺北市私立幼華高級中學 （原為十信高級中學與十信高商~2018年12月更改校名為幼華高級中學）
- 臺北市私立奎山實驗高級中學
- 臺北市私立惇敘高級工商職業學校

### 國民中學
- 臺北市立北投國民中學
- 臺北市立明德國民中學
- 臺北市立桃源國民中學[13]
- 臺北市私立薇閣高級中學附設國民中學
- 臺北市立石牌國民中學
- 臺北市私立奎山實驗高級中學
- 臺北市立新民國民中學
- 臺北市立關渡國民中學[14]

### 國民小學
- 臺北市北投區北投國民小學
- 臺北市北投區文化國民小學[15]
- 臺北市北投區石牌國民小學
- 臺北市北投區明德國民小學
- 臺北市北投區洲美國民小學（104年廢校）
- 臺北市北投區桃源國民小學[16]
- 臺北市北投區湖山國民小學[17]
- 臺北市北投區逸仙國民小學[18]
- 臺北市私立薇閣國民小學
- 臺北市北投區大屯國民小學[19]
- 臺北市北投區文林國民小學
- 臺北市北投區立農國民小學
- 臺北市私立奎山實驗高級中學附屬國民小學
- 臺北市北投區泉源實驗國民小學[20]
- 臺北市北投區清江國民小學[21]
- 臺北市北投區湖田實驗國民小學[22]
- 臺北市北投區義方國民小學[23]
- 臺北市北投區關渡國民小學[24]

### 親子教育
- 蘇荷兒童美術館附設北投教學中心
- 台北指揮家室內樂團暨兒童管絃樂團
- 日本伊藤萬游泳學校（北投陽明校）
- 臺北市關渡華砇實驗教育機構

### 社會教育
- 北投法鼓山社會大學[25]
- 北投社區大學[26]

### 市立圖書館
- 臺北市立圖書館北投分館[27]
- 臺北市立圖書館石牌分館[28]
- 臺北市立圖書館清江分館[29]
- 臺北市立圖書館吉利分館[30]
- 臺北市立圖書館稻香分館[31]
- 臺北市立圖書館永明民眾閱覽室[32]
- 臺北市立圖書館秀山民眾閱覽室（含秀山書閣）[33]
- 臺北市立圖書館陽明山借還書工作站[34]
- 臺北市立圖書館關渡宮借還書工作站[35]

### 私立圖書館
- 財團法人台北行天宮附設玄空圖書館北投親子圖書館[36]

## 醫療機構
- 臺北榮民總醫院
  - 關渡醫院（委託臺北榮民總醫院經營）
- 振興醫院
- 三軍總醫院北投分院（前國軍北投醫院，俗稱818醫院）
- 辜公亮基金會和信醫院
- 國立中國醫藥研究所
- 臺北市立聯合醫院（陽明院區）附設北投門診部（位於北投行政中心5樓）
- 臺北市北投健康管理醫院 （页面存档备份，存于）(台北市北投區中和街2號)

## 交通

### 捷運
台北捷運
- 淡水信義線：關渡站 - 忠義站 - 復興崗站 - 北投站 - 奇岩站 - 唭哩岸站 - 石牌站 - 明德站
- 新北投支線：新北投站 - 北投站

### 道路
- 台2甲：陽金公路
- 台2乙：承德路、大度路、北淡公路
- 市道101號：巴拉卡公路
- 洲美快速道路
- 淡北道路（興建中）：是位於臺灣新北市淡水區、臺北市北投區一條外環市區道路，目標緩解台2/台2乙共線路段車流瓶頸，預計2029年完工。[37][38]

### 主要道路
東西向
- 中央北路一段
- 中央北路二段
- 中央北路三段
- 中央北路四段
- 台2乙：大度路

南北向
- 行義路
- 台2乙：承德路
- 石牌路

### 公車客運

#### 大南汽車
- 216  新北投-榮總院區
- 218  新北投-萬華
- 218直 新北投-承德路-萬華
- 218區 新北投-捷運奇岩
- 223  關渡-青年公園
- 230  捷運北投站-陽明山
- 288  兒童新樂園-吳興街
- 302  關渡宮-萬華
- 302區 關渡宮-兒童新樂園
- 550  關渡宮-洲美運動公園
- 602  北投-天母（與中興巴士聯營）
- 小6  北投-清天宮
- 小7  北投-嶺腳
- 小8  捷運石牌站-竹子湖
- 小8區 捷運石牌站-陽明山
- 小9  北投-竹子湖
- 小9區 北投-陽明山
- 小14 北投-照明寺
- 小21 北投-八仙里
- 小22 捷運北投站-新民泉源路
- 小23 北投國小-關渡宮
- 小25 捷運北投站-六窟
- 小26 北投-頂湖
- 小36 捷運石牌站-六窟
- 小39 新北投車站-硫磺谷 （週五、六、日營運
- 市民小巴2路 捷運北投-溫泉路
- 紅35 關渡碼頭-台北藝術大學
- 紅55 捷運關渡-臺北藝術大學
- 紅55區 捷運關渡-臺北城市科技大學
- 內科16 新北投-內湖科學園區
- 南軟北投 新北投-南港軟體園區
- 通勤27 新北投-市政府
- 承德幹線 新北投-捷運市政府（原266路，107年4月改號）

#### 淡水客運
- 631  淡水-北投
- 682  八里-社子
- 紅13 八里-捷運關渡站
- 紅22 八里-捷運關渡站
- 864 三芝-捷運劍潭站

#### 中興巴士
- 602  天母-北投（與大南汽車聯營）
- 821 三芝-市立天文館
- 紅12 市立天文館-捷運石牌站

#### 光華巴士
- 224  天母-天母西路-捷運石牌站
- 267  天母-捷運大湖公園
- 紅19 天母-天母北路-捷運石牌站

#### 指南客運
- 308  淡江大學-捷運劍潭
- 838  泰山-捷運關渡
- 902  萬芳社區-榮總
- 757 淡海-北門
- 756 淡大-北門

#### 大都會客運
- 108  陽明山遊園公車
- 109  萬芳社區-陽明山

假日休閒公車
- 260（含區間車）  陽明山-（臺北車站）-東園
- 277  松德-榮總
- 敦化幹線  麟光新村-榮總
- 508區  蘆洲-惇敘工商（與三重客運聯營）
- 重慶幹線  天母-東園
- 606  萬芳社區-榮總
- 612 松德站-大同之家
- 紅5  陽明山-捷運劍潭站

#### 欣欣客運
- 快速公車 景美女中-榮總

#### 首都客運
- 68   洲美里-捷運劍潭站
- 68副 洲美里-捷運芝山站
- 536  台北海大-大同之家
- 536區 台北海大-榮總

#### 三重客運
- 111  新莊-陽明山
- 508區 蘆洲-惇敘工商（與大都會客運聯營）
- 508全 泰山-惇敘工商
- 645  舊庄-榮總

#### 國光客運
- 1801國立護專-基隆

### 未來

#### 輕軌
台北捷運
- █ 東西線（暫緩規劃）：洲美站 – 軟橋站
- █ 南北線（暫緩規劃）：洲美站 – 五分港站 – 頂八仙站 – 農禪寺站 – 嗄嘮別站

#### 纜車
- 北投空中纜車：於1989年提出規劃，最初用意是做為陽明山國家公園遊客之交通工具，因北投纜車計畫過程中一波三折，一直延宕到2015年5月10日，台北市政府決議不興建北投纜車，北投纜車興建計畫就此終止。

## 商業設施
- 家樂福-北投店
- 好市多-北投店
- 燦坤3C-北投新旗艦店、新北投店、石牌店
- 全國電子-石牌門市、北投一門市、北投站前門市
- 聚廠樂活運動俱樂部
- 吉野家-石牌店、北投中央店、新北投店(2024年12月13日已結束營業)
- 三商巧福-石牌店
- 蓬萊台菜餐廳：米其林指南 TAIPEI 2019，與米其林指南TAIPEI 2019推薦的天母「金蓬萊」和「興蓬萊」兩家台菜餐廳「系出同門」，更是三家米其林指南推薦台菜餐廳之中，最早於西元1954年創立於北投的第一代台菜餐廳創始店。
- 莎諾歐法西餐 (位於台北市北投區天母西路，北投石牌天母地區的老牌西餐廳。)
- 爭鮮迴轉壽司-石牌店、新北投店
- 麥當勞-台北承德二旗艦專櫃店
- 北投市場
- 北投中繼市場 (2022年10月25日試營運，2022年11月9日開幕。)
- 北投自強市場
- 石牌捷運商圈
- 石牌商城夜市
- 漢諾威馬術俱樂部
- 有河書店 (有河Book)
- 廣奕堂書局
- 享亮文具樂園-石牌店
- 新生活書局流行館-北投店
- 北投青菜園-陽明山竹子湖一帶人氣最高的土雞餐廳，位於北投竹子湖路。
- 青采園放山白斬雞-北投青菜園的曹大姐下山來開的另一家店，位於北投復興四路，僅提供外帶。
- 冠宸食館-陽明山竹子湖一帶高人氣的土雞餐廳，位於北投竹子湖路。(網路盛傳與青菜園齊名，更分成2大山頭，各有擁護支持者的另一家竹子湖土雞城餐廳霸主)
- 阿財鍋貼水餃專賣店
- 1975 Antique’s Cafe Tea Room (北投知名英式咖啡茶館，位於北投區大業路)
- 大台北聯合花市
- 丰清揚小吃店-老闆曾在鼎泰豐當過20年廚師的知名店家
- 北投牛肉麵三巨頭：吳家牛肉麵、志明牛肉麵、粟家牛肉麵
- 北投古早味飲料三巨頭：蔡元益紅茶、高記茶莊、明泉紅茶

## 都市重劃及都市更新

### 關渡黃金城危樓事件
於921地震後被列為紅單危樓，直到2015年經重新評估，才改列黃單。2021年10月24日地震後，大樓雖經過修補，但仍有幾處鋼筋外露，住戶皆表示地震無恙。台北市都市更新處企劃科廖漢章科長表示，「關渡黃金城」現為公劃更新區，表示政府已認定該區有一定危險性，只要達75%同意比例便可進行都更程序，不過民辦都更採受理制，當時仍未收到該區申請。2021年12月30日，關渡黃金城，由富品建設成功整合進入都市更新。

### 北投區2號機關用地及P20道路用地都市計畫
本案佔地約1.9公頃，土地持分包括北市府、第一銀行、私地主。2005年通過都市計畫劃設為都更地區，但因為地主須回饋48%的土地，多年來遲遲未完成整合。

## 文化資產及旅遊景點

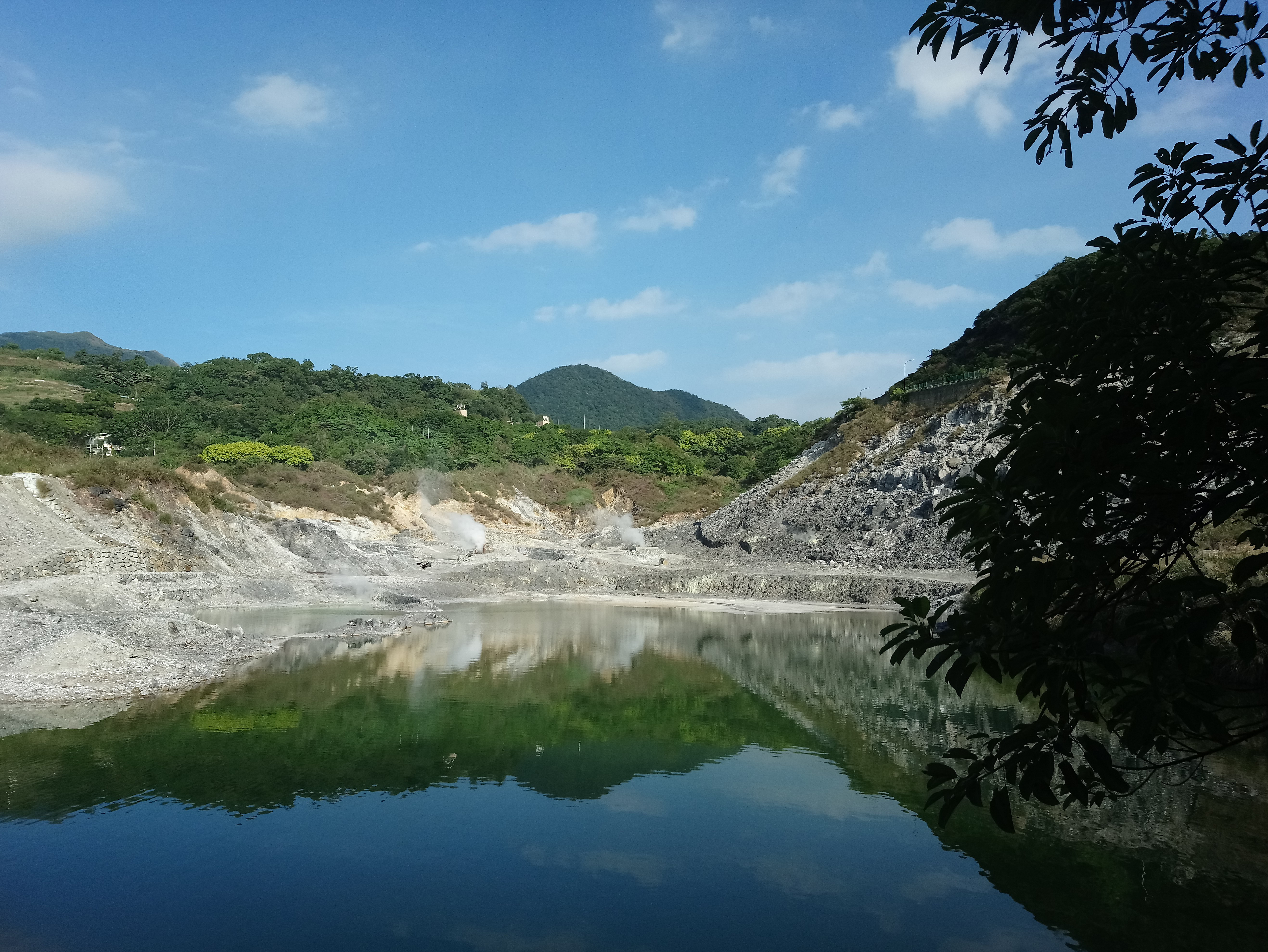
硫磺谷地熱景觀區

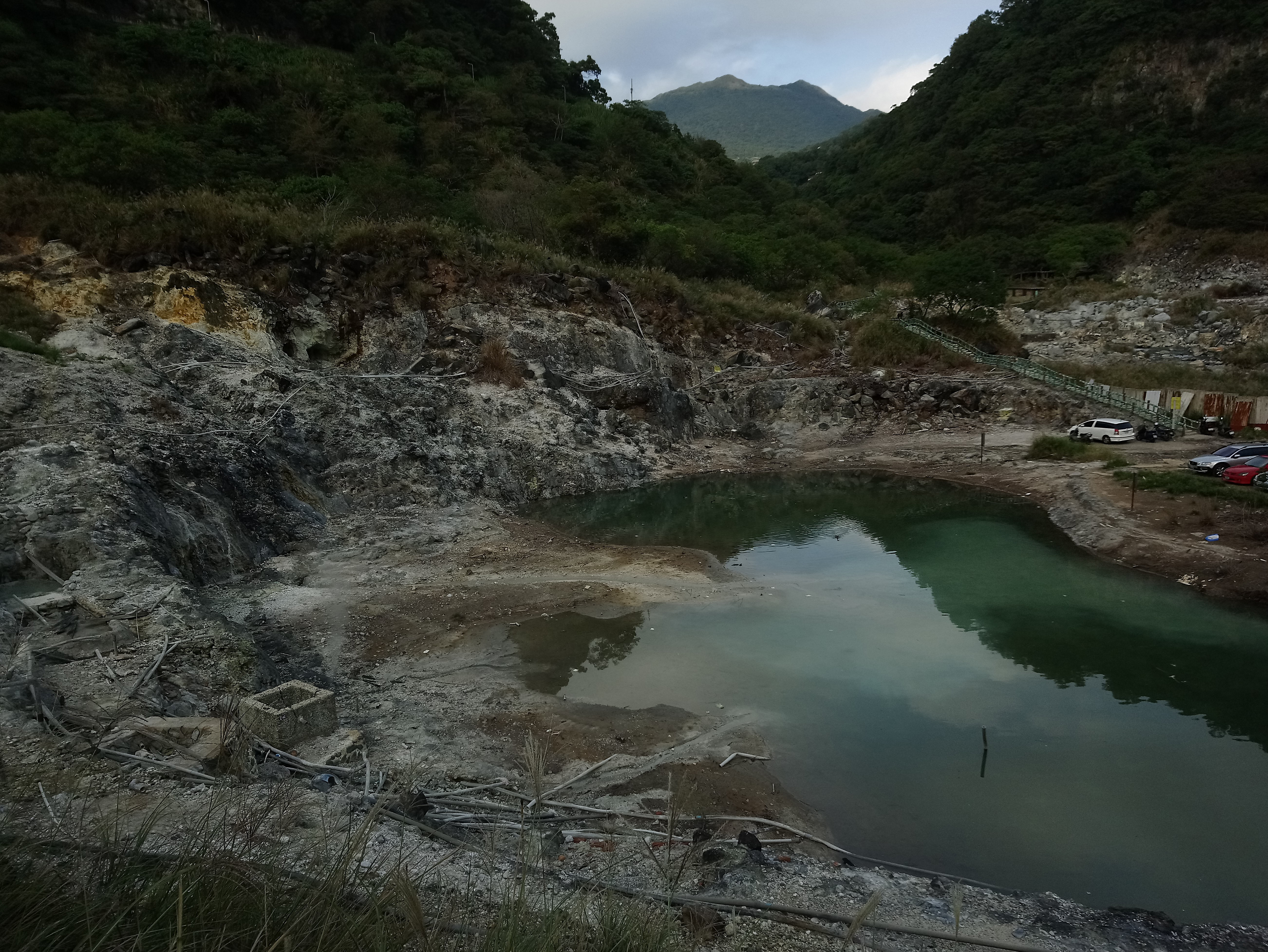
龍鳳谷地熱景觀區

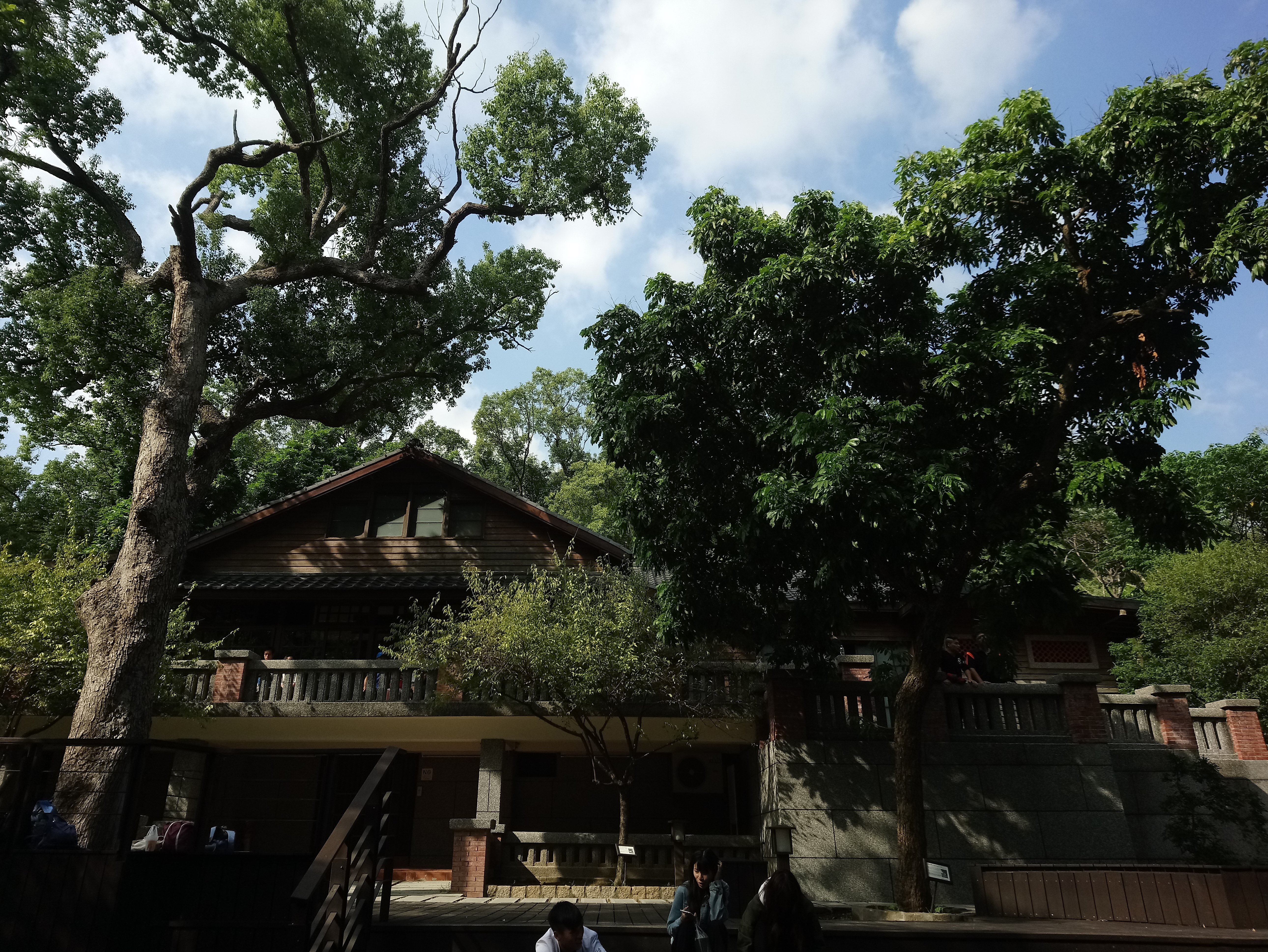
位於北投公園的梅庭

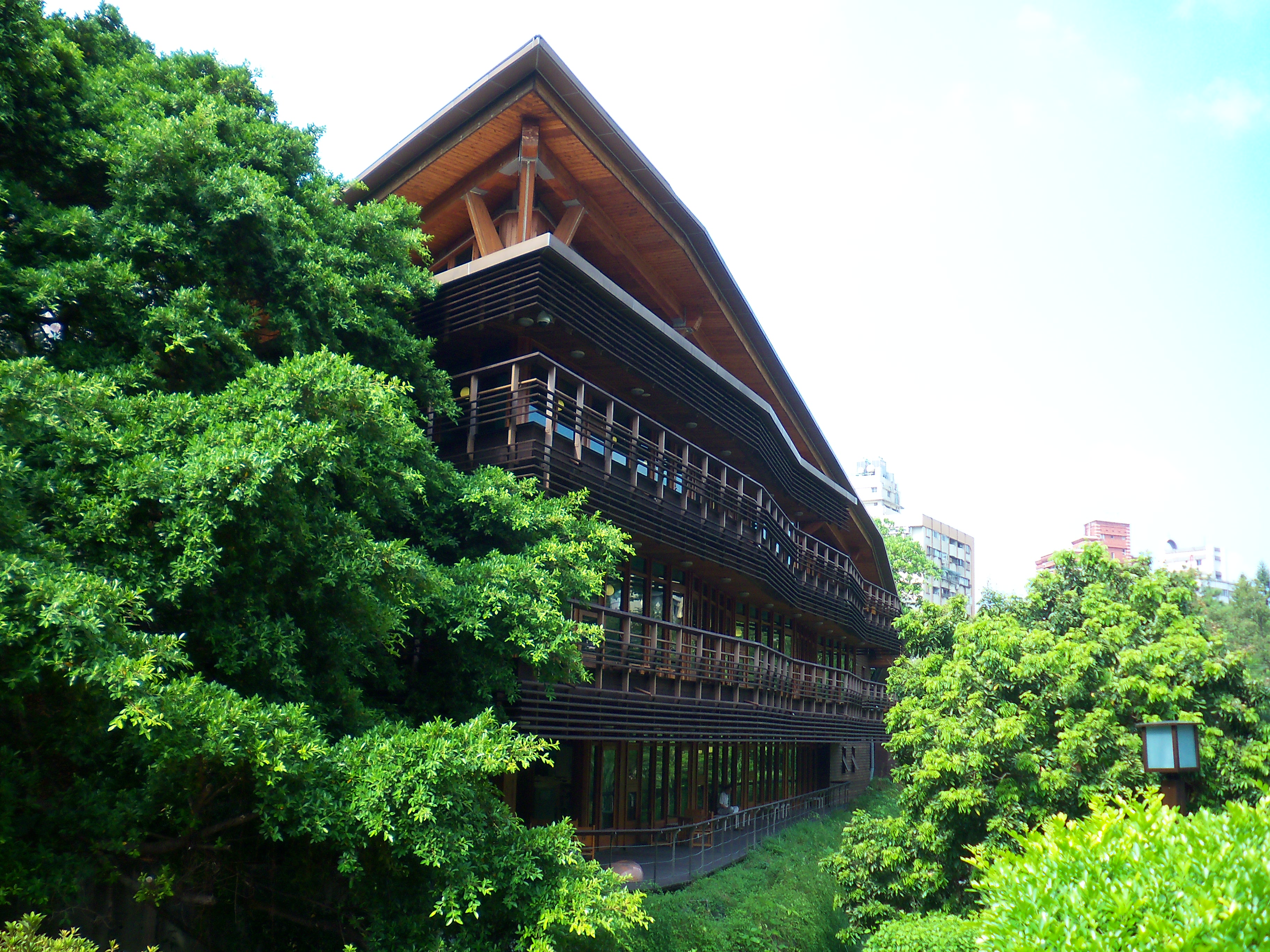
北投圖書館

### 名勝
- 北投溫泉
- 新北投溫泉商圈（以新北投捷運站出口為主，沿北投溫泉一、二號親水公園兩旁的中山路、光明路、溫泉路至地熱谷一帶）
- 紗帽山溫泉風景區（行義路溫泉區）
- 北投行天宮（行天宮北投分宮）
- 石牌福星宮
- 照明淨寺（舊稱：北投情人廟）
- 關渡宮（台灣三大媽祖廟之一）
- 關渡玉女宮
- 北投區慈生宮
- 北投慈宮（舊稱：北投媽祖廟）
- 北投法藏寺
- 善光寺
- 法鼓山農禪寺
- 北投中和禪寺&章嘉活佛舍利塔
- 凱達格蘭文化館
- 北投陳濟棠墓園
- 地熱谷
- 硫磺谷（大磺嘴）
- 龍鳳谷
- 情人瀑布
- 大砲岩（舊稱天狗岩、鐵砲岩）
- 小隱潭瀑布
- 女巫石瀑
- 忠義小徑 (關渡平原的「第二象限」)
- 復興三路櫻花隧道
- 鳳梨涼亭 (北投鳳梨宅聚落)
- 四季長廊觀景台
- 陽明山公園辛亥光復樓
- 大屯山
- 竹子湖
- 竹子湖觀景台
- 臺北市立圖書館北投分館（全台首座綠建築圖書館，並獲得首個鑽石級綠建築標章）

### 古蹟
- 周氏節孝坊 ，三級古蹟，1861年建立。
- 北投溫泉浴場（北投溫泉博物館），三級古蹟，1913年建立。
- 陽明山中山樓，直轄市定古蹟，1965年建立。
- 陽明書屋
- 竹子湖蓬萊米原種田故事館，1928年建立，2009年公告為歷史建築。
- 石牌漢番界碑
- 中國電影製片廠，1933年建立，2017年6月列為臺北市歷史建築。
- 張學良台北故居，1960年建立。
- 少帥禪園（台北北投張學良幽禁舊居），1920年建立。
- 天狗庵史蹟公園， 1896年建立，乃台灣北投第一家民營日式溫泉旅館，天狗庵舊址溫泉旅館已廢止，並改建為北投加賀屋溫泉飯店，目前僅存史蹟公園。
- 瀧乃湯溫泉浴室，北投現存最古老的日式溫泉浴池。
- 草山教師研習中心（原草山公共浴場），直轄市定古蹟，1929年建立。
- 草山水道系統，直轄市定古蹟，約1928年建立。
- 前日軍衛戍醫北投分院，直轄市定古蹟，1910年代年建立。
- 中心新村，全臺唯一的溫泉軍醫眷村。
- 八仙圳，是北投最重要的老圳道，建立於清朝，距今約有二百多年的歷史。
- 北投賴氏祖厝，1915年建立，傳統閩南式磚造建築物。
- 北投普濟寺，直轄市定古蹟，1905年建立。
- 七虎籃球場，歷史建築，1951年建立。
- 長老教會北投教堂，直轄市定古蹟，1912年建立。
- 吟松閣，直轄市定古蹟，1934年建立。
- 北投臺灣銀行舊宿舍，直轄市定古蹟，1920年代年建立。
- 北投不動明王石窟，直轄市定古蹟，1925年建立。
- 北投丹鳳山弘法大師岩，1910年建造,供奉日本弘法大師。
- 北投真言宗石窟建築群
- 北投文物館（原佳山旅館），直轄市定古蹟，約1925年建立。
- 北投梅庭 ，建立於1930年，相傳曾是「一代草聖」于右任先生的避暑別館。(2024年5月28起閉館整修暫停開放，預計2026年始開館，重新開館時間將另行公告。)
- 北投穀倉，直轄市定古蹟，1938年建立。
- 章嘉活佛舍利塔塔蹟，19世章嘉活佛與達賴、班禪、哲布尊丹巴並稱四大活佛，是佛教界重要之領導人物，曾封為蒙旂宣化使，任國大代表、總統府資政，是西藏黃教格魯派活佛中，1949年後唯一來臺定居者。章嘉活佛推動藏傳佛教在臺發展與安定當時人心有顯著貢獻。1957年3月4日大師因病捨報示寂。1960年代興建的舍利塔，屬印度佛塔形，造型具藏式舍利塔之重要特徵。目前塔內舍利子已取出，塔上供有活佛照片及碑文等。[45]
- 郁永河採硫紀念碑 位於台北市北投區泉源路200號，1985年6月由當時的台北市文獻會建立，碑中記載清代郁永河（清康熙年間，西元1696年）開墾北台灣與北投採硫的事蹟，現今高中國文課本中的「北投硫穴記」即記載郁永河來台採硫與目睹硫穴奇景的文言文記事。
- 陽明山藍寶石泉：源自於1925年，又稱為「陽明山第三水源」、「陽明湧泉」，被日本人譽為「亞洲第一湧泉」。
- 北投威靈頓山莊：位於台北市北投區崇仰一路到九路，建於1960年，曾是駐臺美軍住的地方，1979年台美斷交後，此地升級變成外國人跟大老闆最愛的高級住宅區。(半封閉式，有警衛管理的社區型別墅。)
- 北投育英中學：位於台北市北投區奇岩路283號，1955年成立，當時學校的榮譽董事長為于右任先生，1973年停止招生。
- 北投志仁家商：位於台北市北投區一德街75號，由王東海於1967年創辦，2007年停止招生。

### 公園
- 陽明山國家公園
- 陽明山前山公園
- 陽明山40砲陣地紀念公園
- 北投公園
- 立農公園
- 吉利公園
- 知行公園
- 關渡自然公園
- 貴子坑水土保持園區
- 七星公園
- 七虎公園
- 長安公園
- 豐年公園
- 磺港公園
- 奇岩公園
- 奇岩一號公園
- 北投社三層崎公園
- 洲美公園
- 洲美運動公園
- 洲美蜆仔港公園
- 龍鳳谷公園
- 櫻花崗公園
- 同德公園
- 榮華公園
- 福星公園（北投恐龍公園）
- 石牌公園
- 觀海公園
- 河雙21號河濱公園，雙溪碼頭 (每年端午節前龍舟競渡前的龍舟 「點睛」儀式都在此舉行)

### 步道
- 忠義山步道[46]
- 下青礐步道
- 郵政訓練所步道
- 中正山親山步道[47]
- 軍艦岩步道[48]
- 水尾巴拉卡步道
- 泉源里紗帽步道
- 紗帽山步道
- 磺溪溫泉步道（磺溪嶺景觀步道）
- 半嶺水圳步道
- 十八份水圳步道（十八拐圳步道）
- 十八份產業道路-櫻花登山步道
- 風尾步道
- 鼎筆橋步道
- 東昇步道
- 銀光巷步道
- 地熱谷步道
- 硫磺谷步道
- 龍鳳谷步道
- 磺溪彩虹步道（石牌→天母）
- 陽明山橫嶺古道
- 陽明溪溪畔步道
- 紫明溪步道（位於陽明書屋附近，2023年1月最新完工開放的步道）
- 白宮山莊步道
- 面天山步道
- 下菁礐步道
- 貴子坑親山步道
- 永春寮環狀步道
- 水車寮步道
- 竹子湖環狀步道
- 七星山步道：有四個主要的登山口，分別為小油坑、冷水坑、苗圃登山口、夢幻湖停車場，除了冷水坑位於士林區菁山路，其餘三個登山口皆位於北投區。
- 夢幻湖步道
- 大屯主峰步道
- 陽明山東西大縱走：北部最佳百岳登山練功場，全程會行經十座山頭，又被稱作「陽明山十連峰」。

### 自然保留區
- 北投石自然保留區
- 關渡自然保留區（又稱為「關渡濕地」，2021年12月申請廢止，該區廢止後，將此區改列為「關渡國家級重要濕地」，並依據「濕地保育法」進行棲地保育及管理。）

### 休閒景點
- 北投櫻花隧道：位於北投復興三路吳氏宗祠附近，北部熱門賞櫻秘境。[49]
- 復興崗落羽松小徑：位於北投捷運復興崗站旁落羽松步道，北部落羽松秘境。
- 七虎公園游泳池：位於北投區育仁路108號，為北投知名的戶外游泳池。
- 新北投車站：百年車站，位於北投七星街1號，由原舊址改建的博物館。
- 北投三大免費溫泉泡腳池：復興公園泡腳池、泉源公園泡腳池、硫磺谷泡腳池。
- 天溪綠地游泳池：位於「北投甲桂林山莊」(實際地址位於台北市北投區中山北路七段219巷3弄170號，因地處北投與天母的交界，又另稱「天母甲桂林山莊」)，社區型的露天泳池。
- 關渡碼頭貨櫃市集：位於北投區知行路360-1號，2024年5月21日新開幕，不僅能欣賞關渡的水岸風情，還有逛市集最愛的美食攤位。[50]
- 北投青磺名湯：位於北投區中央北路一段12號，擁有世界珍貴的青磺鐳泉，全球僅北投和日本玉川找得到，被日本人譽為療癒系泉質。[51]

### 飯店/酒店
- 台北北投雅樂軒酒店
- 享溫泉
- 北投老爺酒店 [52]
- 北投南豐天玥泉會館
- 北投日勝生加賀屋國際溫泉 [53]
- 大地酒店[54]
- 金都精緻溫泉飯店
- 三二行館
- 鳳凰閣溫泉飯店
- 北投春天溫泉酒店
- 倆人旅店
- 北投麗禧溫泉酒店 (前身為1969年創立的華南大飯店)
- 北投亞太飯店 (前身為交通大飯店)[55]
- 水美溫泉會館
- 北投熱海溫泉大飯店（預計2024年2月底結束營業）[56]
- 皇池溫泉御膳館 Emperor Spa
- 北投晶泉丰旅 (預計2024年8月開幕)[57]

### 剪影

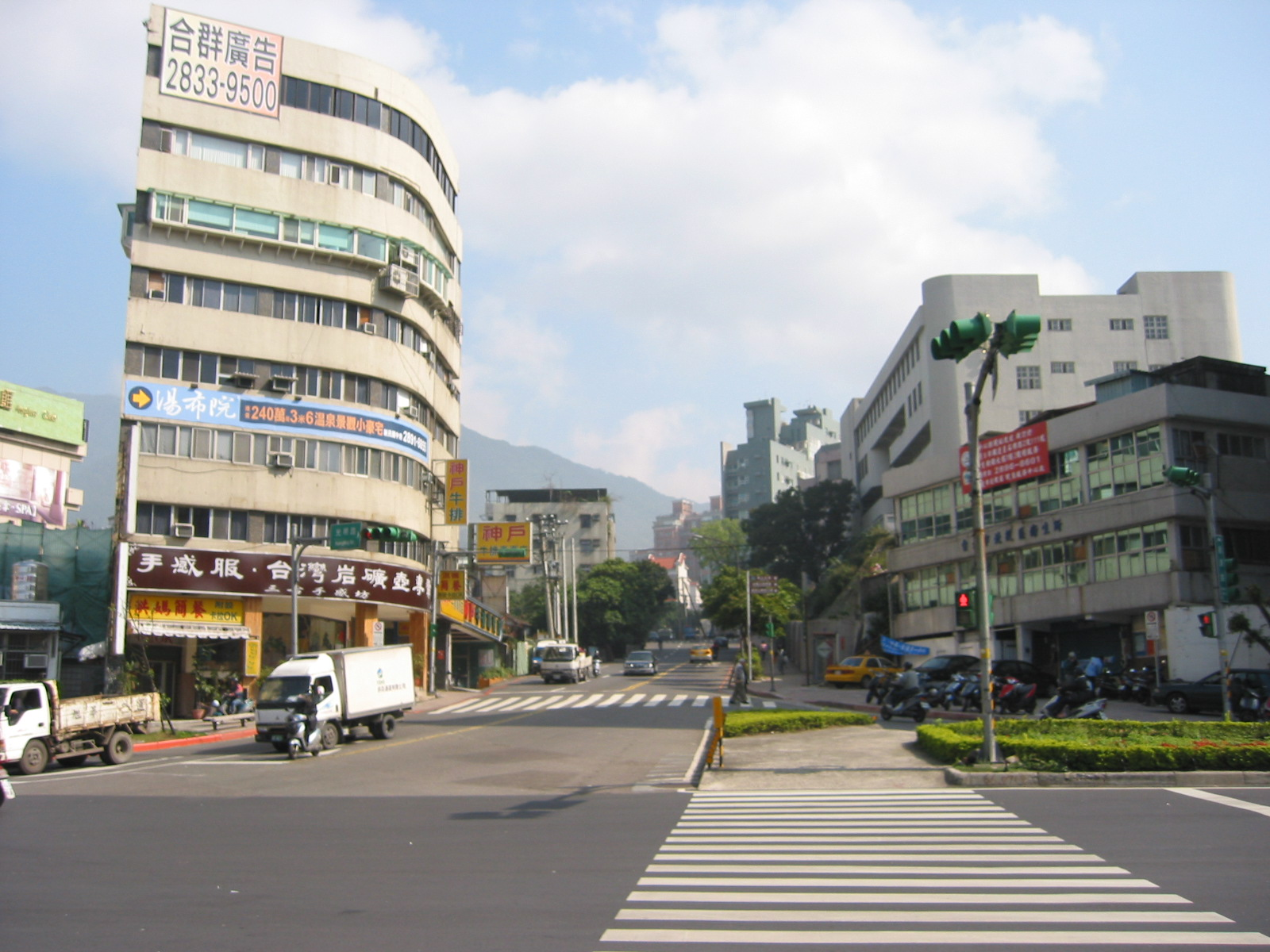
新北投（在前景可看見泉源路）
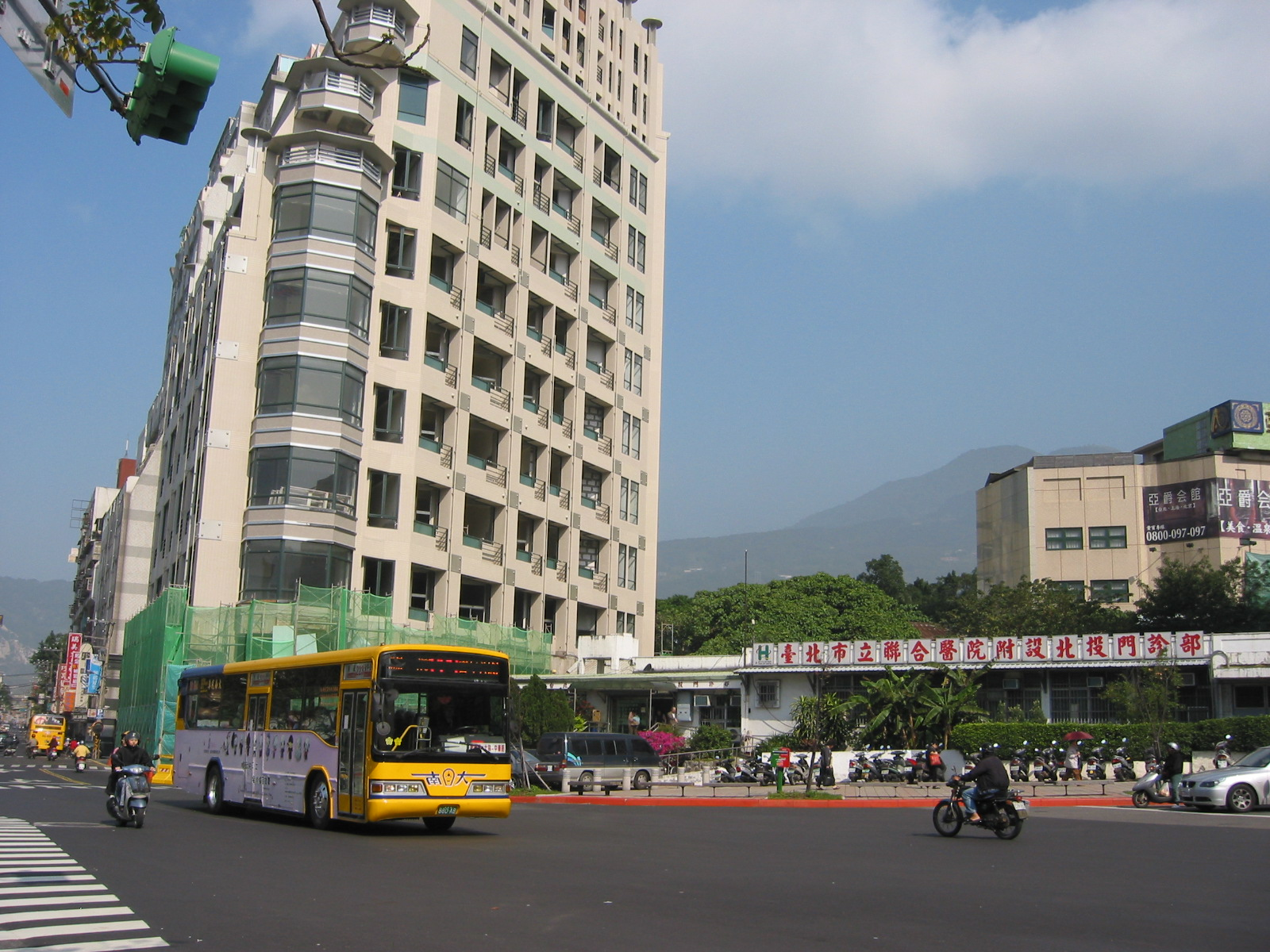
新北投（臺北市立聯合醫院附設北投門診部舊址）
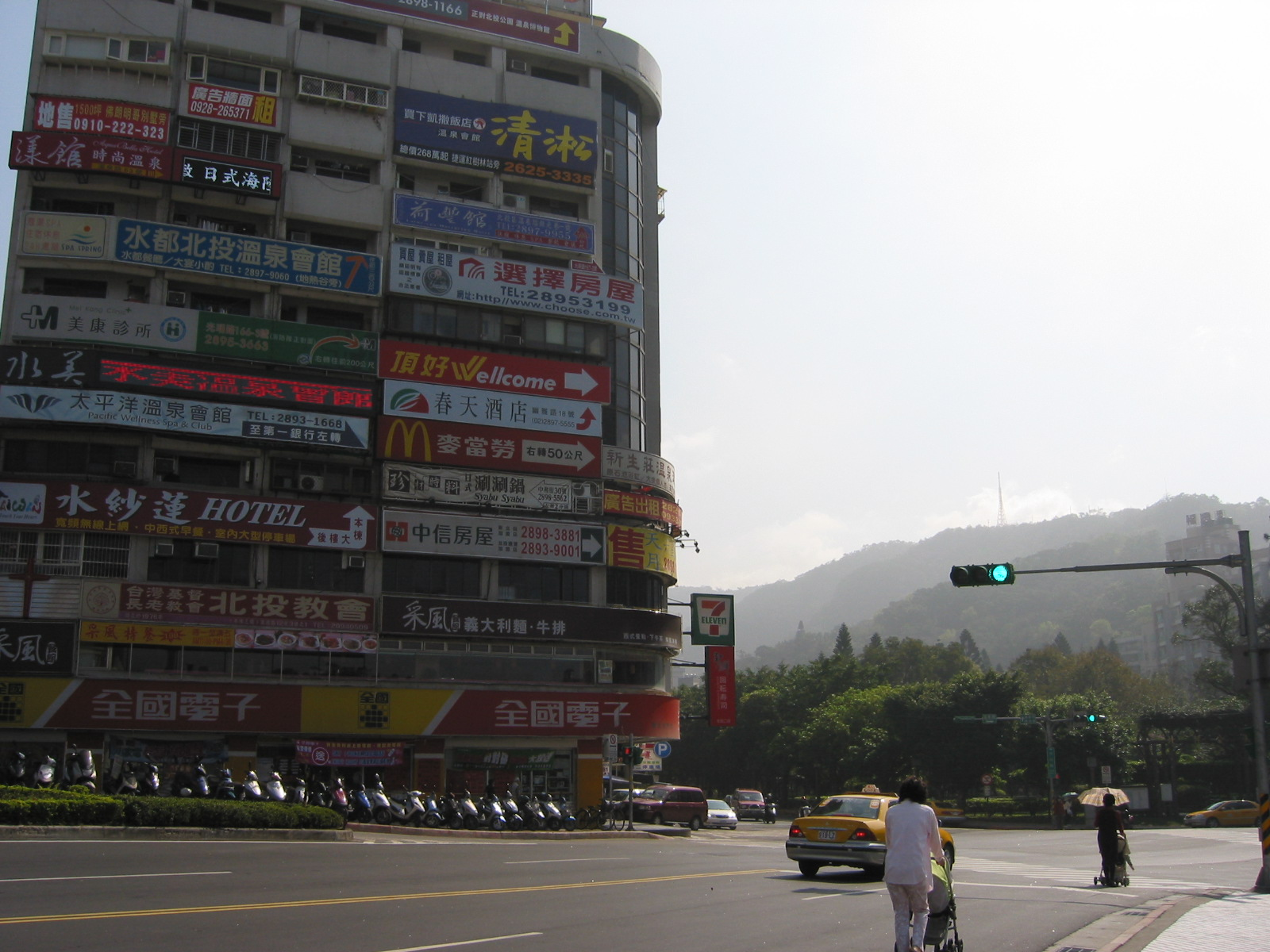
新北投（右為中山路，可通往地熱谷）
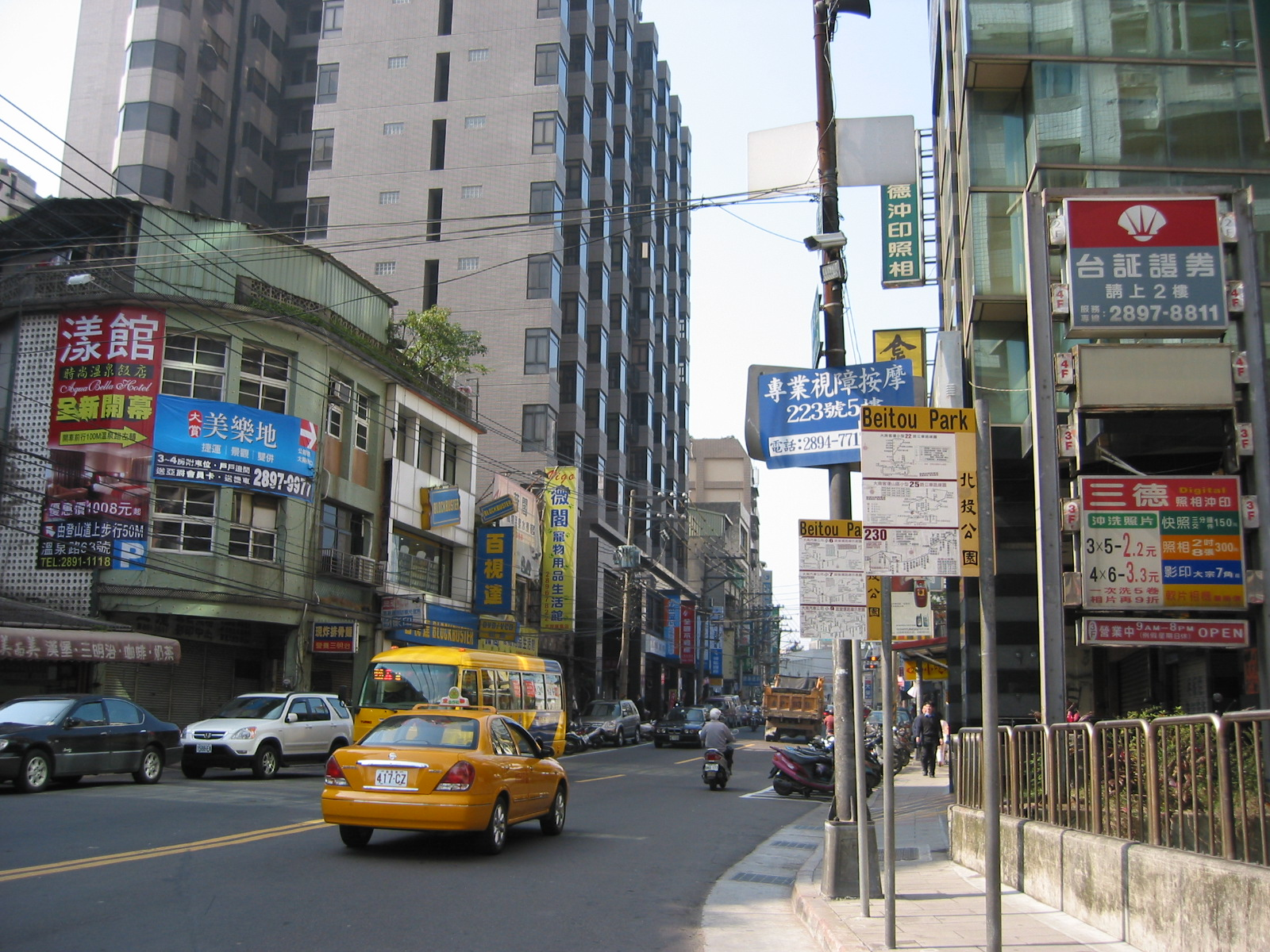
新北投（光明路）
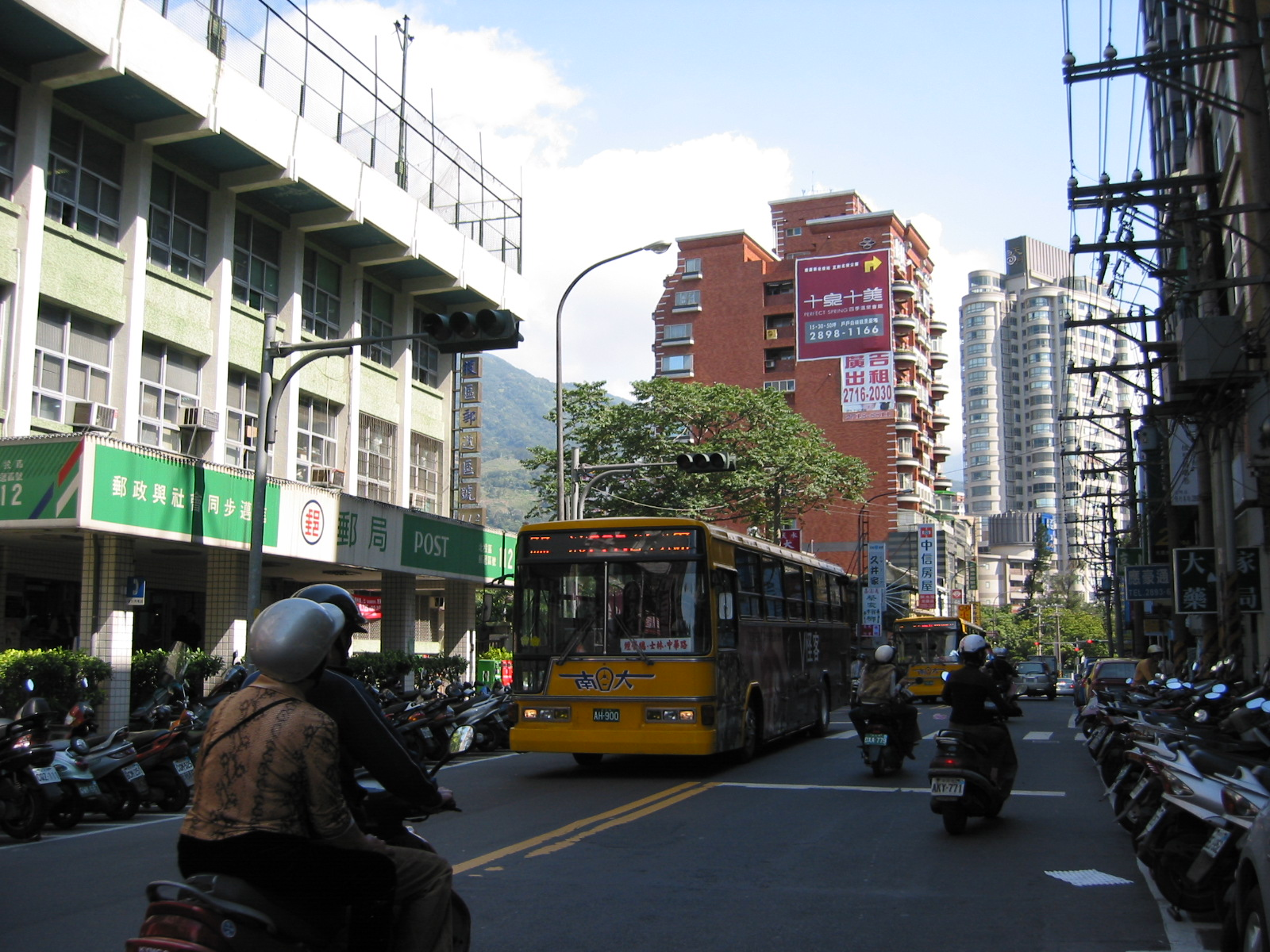
北投（光明路北投郵局）
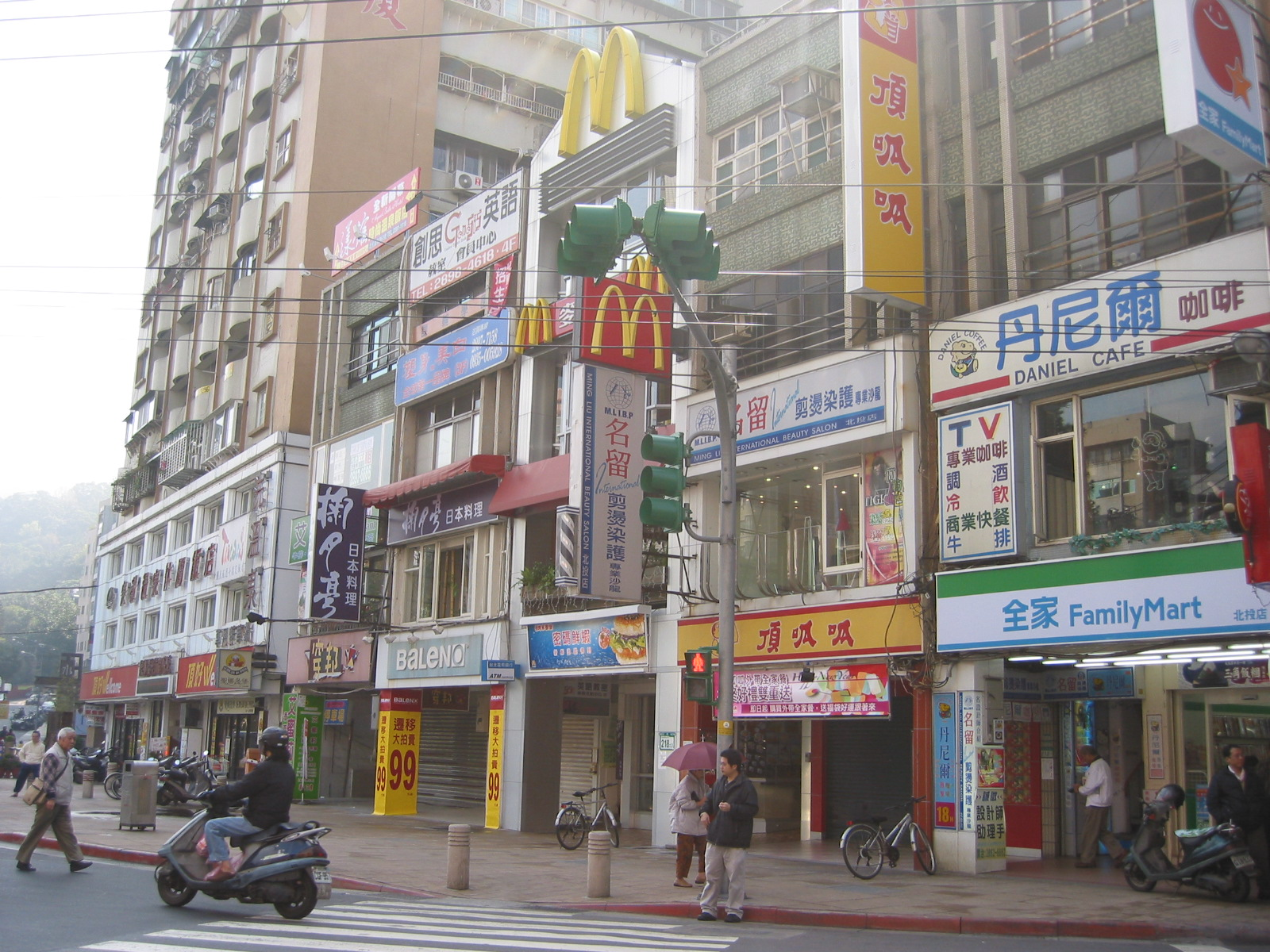
新北投（新北投購物中心）
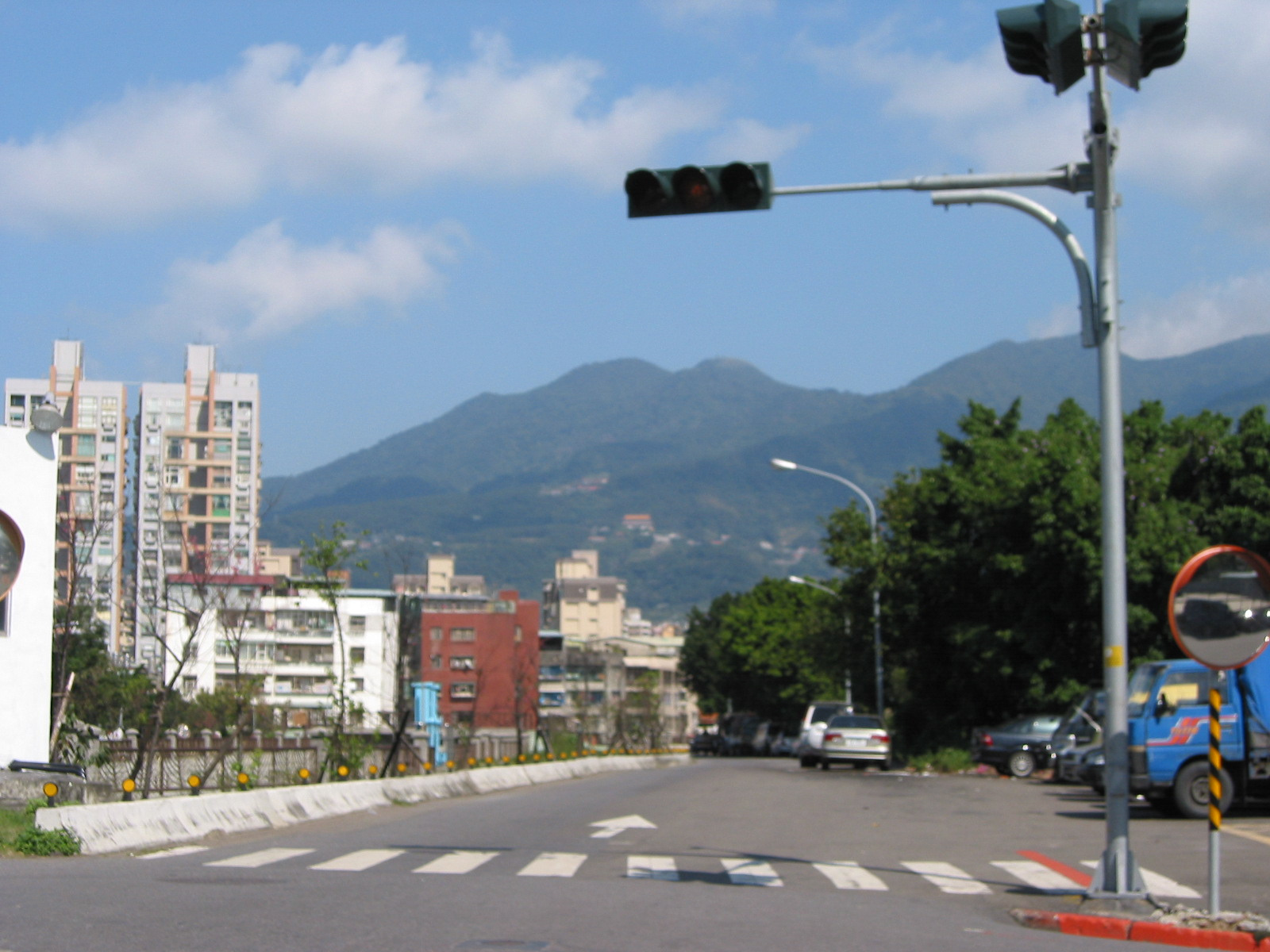
北投（遠方為大屯山）
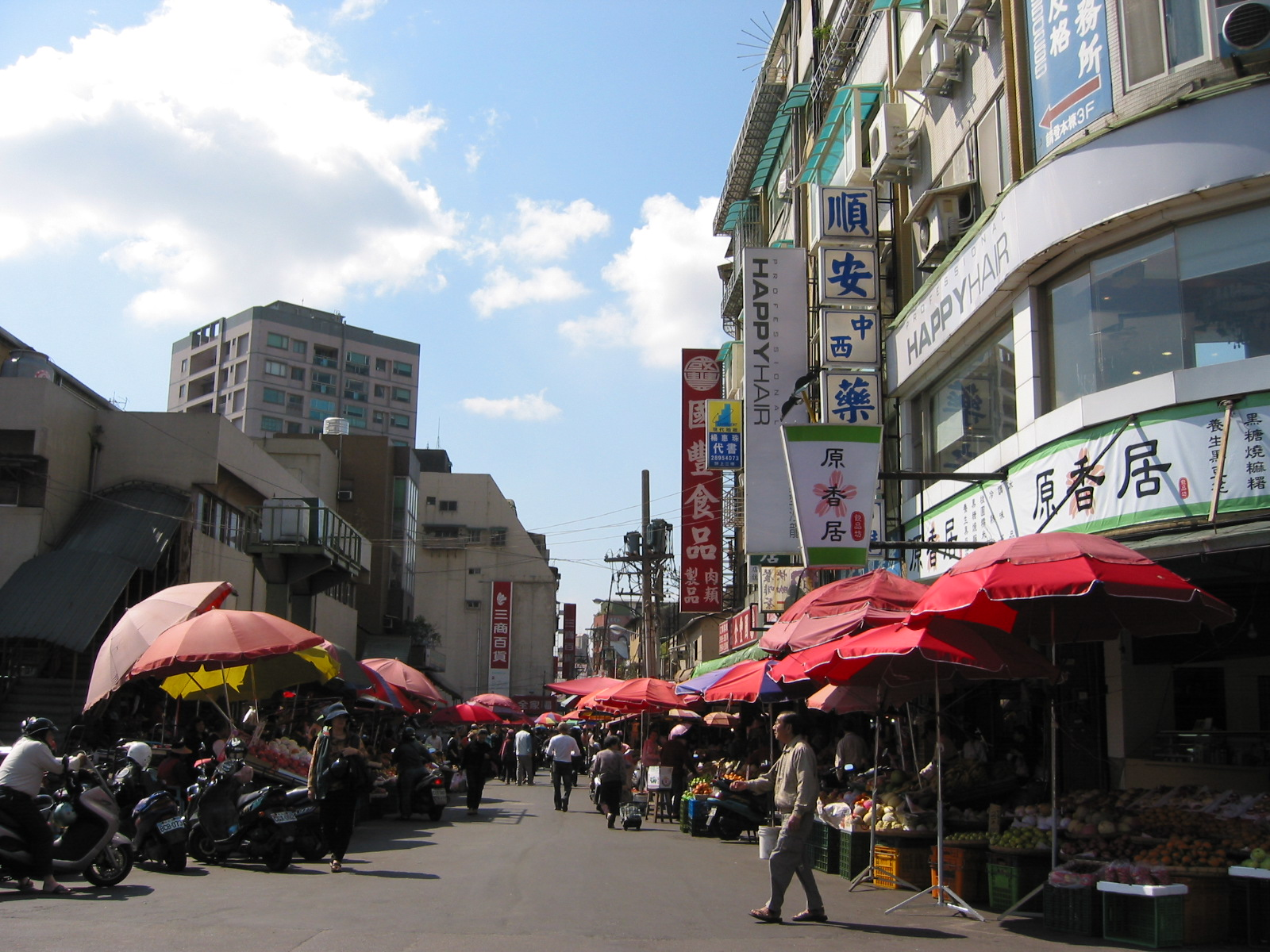
北投（北投傳統市場）
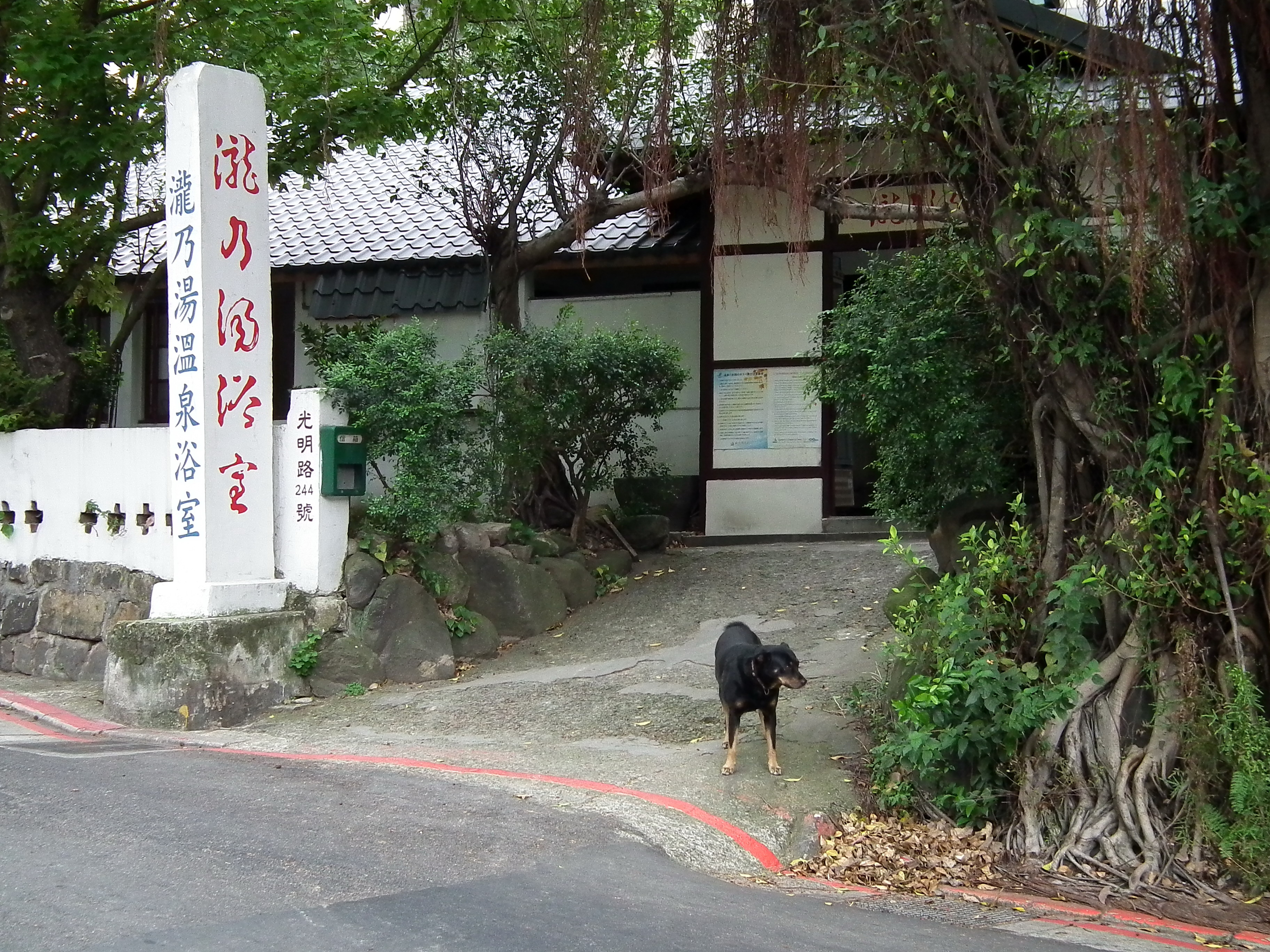
瀧乃湯溫泉浴室

## 外部連結
- 臺北市北投區公所（繁體中文）（页面存档备份，存于）